# خايمي بيترز
خايمي بيترز (4 مايو 1987 بيكرينغ كندا - ) هو لاعب كرة قدم كندي يلعب كلاعب وسط.

## وصلات خارجية
خايمي بيترز على موقع الاتحاد الدولي (مؤرشف)  (الإنجليزية)
- خايمي بيترز على موقع قاعدة بيانات كرة القدم.إي يو (الإنجليزية)
- خايمي بيترز على موقع ناشيونال فوتبول تيمز (الإنجليزية)
- خايمي بيترز على موقع Soccerbase.com (لاعب) (الإنجليزية)